# Cambon-et-Salvergues
Cambon-et-Salvergues település Franciaországban, Hérault megyében. Lakosainak száma 51 fő (2022. január 1.). Cambon-et-Salvergues Castanet-le-Haut, Murat-sur-Vèbre, Fraisse-sur-Agout, Mons, Rosis és Saint-Julien községekkel határos.

## Népesség
A település népességének változása:
| Lakosok száma | 120  | 77   | 69   | 97   | 56   | 49   | 48   | 49   | 50   | 51   |
|               | 1968 | 1982 | 1990 | 2006 | 2013 | 2015 | 2017 | 2019 | 2020 | 2022 |